# Seukaendeul - Joseon namnyeo sangyeoljisa
Seukaendeul - Joseon namnyeo sangyeoljisa é um filme sul-coreano de 2003, uma adaptação do livro As Relações Perigosas, de Choderlos de Laclos.

## Sinopse
O filme transpõe a ação e os personagens da França, na época da Revolução Francesa, para o contexto coreano do século XVIII.